# Kai-Fabian Schulz
Kai-Fabian Schulz (Neumünster, 12 marzo 1990) è un calciatore tedesco, difensore del Todesfelde.